# Фоміних Марія Володимирівна
Марія Володимирівна Фоміних (6 лютого 1987, Красноярськ) — російська шахістка, Міжнародний гросмейстер (2017) серед жінок. Журналістка, авторка проєкту з організації шахових заходів ChessEvent.ru.
Головний організатор щорічного турніру «Блондинки проти Брюнеток».

## Біографія
У шахи грає починаючи з семирічного віку, в десять років стала призером першості Росії серед одноліток. Двічі, в 2001 році в категорії до 14 років і в 2003 році в категорії до 16 років, стала чемпіонкою Російської Федерації з шахів серед юнаків і дівчат від 10 до 18 років.
На початку листопада 2001 року в віковій групі до 14 років першості світу з шахів, що проходив в іспанському місті Орпеза, завоювала срібну медаль. У листопаді 2002 року на острові Крит стала бронзовим призером першості світу з шахів серед юнаків і дівчат до 16 років.
У вересні 2003 року в місті Будва (Чорногорія), при підготовці тренером Олександром Єрофєєвим, стала чемпіонкою Європи з класичних шахів серед дівчат до 16 років і чемпіонкою Європи з бліцу в віковій групі 16, 18, 20 років. При цьому в «класиці» в дев'яти турах набрала 7,5 очок, здобувши 6 перемог і тричі зігравши внічию.
У серпні 2004 року на першості Європи, яка проходила у Туреччині, Фоміних у віковій групі до 18 років посіла третє місце, поступившись іншим фіналістам всього пів-очка.
У 1998 році виконала норматив кандидата в майстри спорту. У 2000 році з відзнакою закінчила музичну школу по класу фортепіано. У 2004 році закінчила гімназію №3 м. Красноярська з поглибленим вивченням іноземних мов. У 2009 році закінчила навчання в Російському державному соціальному університеті (РГСУ), кафедра журналістики.
Автор статей, присвячених репортажам про шахові змагання різного рівня. Ведуча програми «Школа шахів» на телеканалі «Просвітництво».
Спільно з Миколою Поповим коментувала матч за звання чемпіона світу 2016 року між Магнусом Карлсеном і Сергієм Карякіним на телеканалі «Матч! Наш Спорт».

## Зміни рейтингу
| На цьому місці має відображатися графік чи діаграма, однак з технічних причин його відображення наразі вимкнено. Будь ласка, не видаляйте код, який викликає це повідомлення. Розробники вже працюють для того, щоби відновити штатне функціонування цього графіка або діаграми. | |
| | На цьому місці має відображатися графік чи діаграма, однак з технічних причин його відображення наразі вимкнено. Будь ласка, не видаляйте код, який викликає це повідомлення. Розробники вже працюють для того, щоби відновити штатне функціонування цього графіка або діаграми. |